# スティーヴンスのべき法則
| 連続体           | 物理量の次元 | 指数 ({\displaystyle a}) | 刺激の条件                     |
| ---------------- | ------------ | ------------------------ | ------------------------------ |
| 音量             |              | 0.67                     | 3000 Hz の音の音圧             |
| 振動             |              | 0.95                     | 60 Hz の振動を指で感じる振幅   |
| 振動             |              | 0.6                      | 250 Hz の振動を指で感じる振幅  |
| 輝度             |              | 0.33                     | 暗闇の中の5°のターゲット       |
| 輝度             |              | 0.5                      | 点光源                         |
| 輝度             |              | 0.5                      | 短いフラッシュ                 |
| 輝度             |              | 1                        | 点光源の短いフラッシュ         |
| 明度             |              | 1.2                      | 灰色の紙の反射                 |
| 長さの見た目     |              | 1                        | 投影された線                   |
| 面積の見た目     |              | 0.7                      | 投影された四角形               |
| 赤さ（彩度）     |              | 1.7                      | 赤と灰色の混合                 |
| 味               |              | 1.3                      | スクロース                     |
| 味               |              | 1.4                      | 塩                             |
| 味               |              | 0.8                      | サッカリン                     |
| 臭い             |              | 0.6                      | ヘプタン                       |
| 冷たさ           |              | 1                        | 腕に金属を触れさせる           |
| 暖かさ           |              | 1.6                      | 腕に金属を触れさせる           |
| 暖かさ           |              | 1.3                      | 皮膚への熱の照射（小さい領域） |
| 暖かさ           |              | 0.7                      | 皮膚への熱の照射（大きな領域） |
| 冷たさ（不快感） |              | 1.7                      | 全身への冷気の放射             |
| 暑さ（不快感）   |              | 0.7                      | 全身への熱気の放射             |
| 熱さ（苦痛）     |              | 1                        | 皮膚への熱の放射               |
| 触覚（粗さ）     |              | 1.5                      | 紙やすりでこする               |
| 触覚（硬さ）     |              | 0.8                      | ゴムを握る                     |
| 指と指の距離     |              | 1.3                      | ブロックの厚さ                 |
| 掌への圧力       |              | 1.1                      | 皮膚への一定の力               |
| 筋肉の力         |              | 1.7                      | 一定の収縮                     |
| 重さ             |              | 1.45                     | 重りを持ち上げる               |
| 粘度             |              | 0.42                     | シリコン流体をかき混ぜる       |
| 電気刺激         |              | 3.5                      | 指に電流を流す                 |
| 声の大きさ       |              | 1.1                      | 声の音圧                       |
| 角加速度         |              | 1.4                      | 5秒間の回転                    |
| 時間             |              | 1.1                      | ホワイトノイズ刺激             |

スティーヴンスのべき法則（スティーヴンスのべきほうそく、英: Stevens' power law）とは、精神物理学において物理的刺激の実際の大きさとそれを知覚する際の強さの関係を表す法則として提案されたものである。より広範囲の感覚を扱っているという意味でヴェーバー‐フェヒナーの法則を代替するものとよく言われるが、それぞれの感覚の実験での知覚の強さの測定方法に依存した偶然的結果の集積であって、妥当性に疑問を呈する人も多い。さらに、刺激を一定の確率によってのみ識別するローカルな精神物理学と、刺激を確信を持って正しく識別するグローバルな精神物理学を区別する考え方が出てきた。ヴェーバー-フェヒナーの法則と L. L. Thurstone の説明した手法は一般にローカルな精神物理学とされ、スティーヴンスの手法はグローバルな精神物理学とされる。他の研究者はスティーヴンスのべき法則を反駁の対象とし、歴史的意味しかないと見なしている(批判の節を参照）。現在、マグニチュード推定法は多くの研究で広く用いられている実用性の高い測定法であり、そこではべき法則がよくあてはまっている。
精神物理学者S・S・スティーヴンス（1906年 - 1973年）の名を冠しているが、べき乗則の考え方は19世紀の研究者が既に示唆している。スティーヴンスはそれを復活させ、1957年にそれに関する精神物理学的データを集積した論文を発表した功績がある。
法則の一般形式は次の通りである。
{\displaystyle \psi (I)=kI^{a}\,\!}
ここで、{\displaystyle I} は物理的刺激の強さ、{\displaystyle \psi (I)} は刺激とそれによる感覚の強さを関係付ける精神物理的関数、{\displaystyle a} は刺激の種類によって決まる指数、{\displaystyle k} は刺激の種類と使用する単位によって決まる比例定数である。

## 手法
刺激を感じる強さを測定するのにスティーヴンスが使った主な方法は、「マグニチュード推定法 (magnitude estimation)」だった。マグニチュード推定法では通常、まず「標準」とされる刺激を与え、それに「係数」と呼ばれる数を割り当てる。その後、被験者に刺激を与え、被験者が標準刺激との対比で感覚の強さを数で申告する。例えば、標準刺激の2倍の強さと感じたら、係数の2倍の数を申告する。標準刺激を用いない場合、被験者は好きなように数を割り当てればよく、個々の刺激の間で感覚上の強さと回答する数の比率があっていればよい。被験者に標準刺激を与え、被験者自身が装置を操作して標準刺激の指定された倍率の強さと感じる刺激を自分で求める方法もある。これを magnitude production と呼ぶ。また、cross-modality matching と呼ばれる手法では、別の種類の刺激（例えば、輝度と暖かさと圧力など）で感覚的に同じ強さと感じるレベルを求める。

## 批判
スティーヴンスは複数の被験者にマグニチュード推定法を実施してデータを収集し、それらの平均を求め、べき関数にあてはめた。自然にあてはめることができたため、彼はべき法則が正しいと結論した。このアプローチは個人差を無視しており、個々の被験者のデータを見てみると必ずしもべき法則が成り立っていないこともあることが報告されている。
もう1つの問題は、この方法ではべき法則自体を直接検証しているわけではなく、マグニチュード推定法の基本的前提も提供しない点が挙げられる。
スティーヴンスの主張は、マグニチュード推定法を使うことで回答者が自分の尺度で判断できるということである（つまり、x と y が同じ尺度上の値であるとき、ある定数 k が存在して x = ky が成り立つ）。公理的精神物理学の文脈において、Narens (1996)は、この主張に含まれる暗黙の基本的前提を捉え、検証可能な特性を公式化した。すなわち、x、y、z という強さの異なる刺激があり、y が x の p 倍、z が y の q 倍なら、z は x の t = pq 倍と感じるはずである。これは回答者が正しく数を回答していることを意味する。この特性は実験によって明確に否定された。感覚の強さを数で正しく定量化することを仮定せずに、Narensは相対的な比率が保持されるというもう1つの特性を定式化した。すなわち、y が x の p 倍で、z が y の q倍と判断され、{\displaystyle y'} が x の q 倍で、{\displaystyle z'} が {\displaystyle y'} の p 倍と判断したとき、z と {\displaystyle z'} は等しいはずである。この特性は様々な状況で成り立つことが分かっている。
スティーヴンスはデータをべき関数にあてはめたのであって、彼の手法はべき法則自体を検証したものではなかった。Luce (2002)は、回答者の数値的歪み関数と精神物理学的関数を分離できるとしたとき、精神物理学的関数がべき関数であるための行動条件を定式化した。この条件は半分以上の被験者で成り立つことが確認でき、べき形式が妥当な近似になることがわかった。
また特に信号検出理論でなされている疑問として、ある刺激とそれを感じたときの強さは周囲の状況によらず一定なのかという問題がある。これに関連して Luce (1990, p. 73) では「周辺に雑音がある状況で音量の判断をする実験を行うと、マグニチュード推定で得られる関数は、べき関数の形状から大きく逸脱する」と述べている。
心理学や精神物理学の研究者の多くは、現在ではスティーヴンスのべき法則を完全に否定しており、その結果には本質的なバイアスがかかっていると示唆している。